# Lithoecisus heydenii
Lithoecisus heydenii är en tvåvingeart som först beskrevs av Friedrich Hermann Loew 1871.  Lithoecisus heydenii ingår i släktet Lithoecisus och familjen rovflugor. Inga underarter finns listade i Catalogue of Life.